# Valencia, Negros Oriental
Valencia là đô thị hạng 1 ở tỉnh Negros Oriental, Philippines. Đô thị này có cự ly 9,4 km về phía tây Dumaguete, tỉnh lỵ tỉnh Negros Oriental. Theo điều tra dân số năm 2000, Valencia có dân số 24.365 người trong 4.860 hộ. Đô thị này đã được bầu chọn là thị xã sạch và xanh nhất ở Negros Oriental năm 2007.

## Hành chính
The town được chia thành 24 barangay.
| - Apolong - Balabag East - Balabag West - Balayagmanok - Balili - Balugo - Bongbong - Bong-ao - Calayugan - Cambucad - Dobdob - Jawa | - Caidiocan - Liptong - Lunga - Malabo - Malaunay - Mampas - Palinpinon - North Poblacion - South Poblacion - Puhagan - Pulangbato - Sagbang |